# Dariusz Świecki
Dariusz Sławomir Świecki (ur. 5 sierpnia 1965 w Kutnie) – polski prawnik, doktor habilitowany nauk prawnych, profesor nadzwyczajny Uniwersytetu Łódzkiego, sędzia Sądu Najwyższego, specjalista w zakresie postępowania karnego.

## Życiorys
W 1989 ukończył studia prawnicze na Wydziale Prawa i Administracji Uniwersytetu Łódzkiego. Na podstawie dorobku naukowego oraz rozprawy pt. Bezpośredniość czy pośredniość w polskim procesie karnym. Analiza dogmatycznoprawna uzyskał w 2014 na Wydziale Prawa i Administracji Uniwersytetu Łódzkiego stopień stopień doktora habilitowanego nauk prawnych w zakresie prawa, specjalność: postępowanie karne. Autor wielu książek, m.in. „Apelacja w procesie karnym”; „Czynności procesowe obrońcy i pełnomocnika w sprawach karnych”; „Postępowanie odwoławcze. Komentarz. Orzecznictwo”.
W latach 2015–2016 pełnił funkcję rzecznika prasowego Sądu Najwyższego.
Objął stanowisko profesora nadzwyczajnego na Wydziale Prawa i Administracji Uniwersytetu Łódzkiego w Katedrze Postępowania Karnego i Kryminalistyki.
Przez wiele lat był sędzią sądów powszechnych orzekającym w pierwszej i drugiej instancji. Został sędzią Sądu Najwyższego w Izbie Karnej i przewodniczącym I Wydziału Zagadnień Prawnych.